# フェティッシュマガジン
フェティッシュマガジンは性的フェティシズムをテーマとする成人向け雑誌の総称。

## 概要
愛好者向けにそれぞれのフェティシズムに合わせたマニア向けのポルノ雑誌である。フェティシストの好みによっては裸である必要が無い場合もあるので、ポルノ規制にかからないこともある。該当のフェティシズムに理解の無い人が見るとまったく性的な興奮を覚えないため、少数の出版にとどまる。

## 主なフェティッシュマガジン（休刊・廃刊も含む）
- ボンデージ全般
  - ボンデージライフ
  - ビザール[1]
  - Exotique
  - ボンデージフォトグラファー
  - Bizarre Classix
  - Bizarre Comix
  - Bizarre Magazine

- ラバーフェティシズム向け
  - ラバーフェティシズム#主要な専門誌を参照。

- スパンキング愛好者向け
  - Janus
  - Kane

- Femdomマガジン
  - Cruella
  - Domination Directory International

- ポニープレイ専門誌
  - Equus Eroticus

- 制服フェティシズム向け
  - DIVA